# Choroba przewlekła
Choroba przewlekła – choroba charakteryzująca się długim czasem trwania i wolnym postępem zmian chorobowych.

## Epidemiologia
Choroby przewlekłe stanowią wiodącą przyczynę umieralności na świecie. Zgodnie z danymi WHO są one odpowiedzialne za 63% zgonów.
Do najczęściej występujących chorób przewlekłych zalicza się:
- choroby układu krążenia (choroba niedokrwienna serca, nadciśnienie tętnicze, choroby naczyń mózgowych, w tym udar mózgu)
- nowotwory
- przewlekłe choroby układu oddechowego, astmę
- cukrzycę
- choroby psychiczne
- choroby jamy ustnej
- choroby kości i stawów (zapalenie stawów)
- zaburzenia genetyczne
- otyłość[1]

## Inne definicje
Komisja Chorób Przewlekłych przy Światowej Organizacji Zdrowia definiuje chorobę przewlekłą jako „wszelkie zaburzenia lub odchylenia od normy, które mają jedną lub więcej z następujących cech charakterystycznych: są trwałe, pozostawiają po sobie inwalidztwo, spowodowane są nieodwracalnymi zmianami patologicznymi, wymagają specjalnego postępowania rehabilitacyjnego albo według wszelkich oczekiwań wymagać będą długiego okresu nadzoru, obserwacji czy opieki” (Pilecka za Shontz 1972, s. 300).
Mattson za Thompson (Gustafson 1996, s. 28) definiuje chorobę przewlekła jako „zaburzenie o długim okresie trwania, które może być postępujące i o złym rokowaniu lub też związane z relatywnie normalnym biegiem życia pomimo nieprawidłowości występujących w fizycznym lub psychicznym funkcjonowaniu”.
Pless i Pinkerton (1975) przyjmują, że choroba przewlekła to taki niekorzystny stan, który trwa dłużej niż 3 miesiące w roku lub wymaga ciągłej hospitalizacji co najmniej przez okres 1 miesiąca.
Zdaniem Hobbsa, Ireysa i Perrina (1985), za choroby przewlekłe należy uznać za te, które trwają przez znaczny okres lub mają charakter nawracający, to znaczy w długim czasie następują kolejne rzuty choroby.
W polskiej literaturze medycznej Zięcina określa chorobę przewlekłą jako „trwałe, nieodwracalne, postępujące zmiany uszkadzające ustrój, obniżające permanentnie jego wydolność i sprawność, głównie w tzw. stanach ostrych, ale także i przewlekłych, jako jeden i ten sam ustawicznie trwający proces wyniszczania”.
Nowakowska zwraca uwagę, że choroby przewlekłe łączy szereg wspólnych cech, a mianowicie długi czas trwania, łagodniejszy niż w stanie ostrym przebieg, na ogół nieodwracalność zmian patologicznych oraz konieczność stałego leczenia.
W Encyklopedii Zdrowia Śródka opisuje choroby przewlekłe jako te, które cechują się na ogół niewielkim nasileniem objawów, jednakże często prowadzą do stałych zmian narządowych, mogą trwać nawet kilka lat, a wyzdrowienie nie musi być jednoznaczne z odzyskaniem pełnej sprawności.
Definicje te skupiają się wokół biomedycznej perspektywy rozpatrując trzy parametry, a mianowicie: czas trwania, przebieg oraz medyczne skutki choroby.